# John Lerew
John Margrave Lerew (20 août 1912 – 24 février 1996) était un officier et pilote dans la Royal Australian Air Force (RAAF) pendant la seconde Guerre Mondiale, et plus tard, un senior manager au sein de l'Organisation de l'aviation civile internationale (OACI). En tant que commandant du 24e Escadron , basé en Nouvelle-Bretagne, il est devenu célèbre dans les annales de l'histoire de la RAAF pour sa réponse irrévérencieuse aux ordres du quartier général Australien au cours de la Bataille de Rabaul , en janvier 1942, après que son escadron ait reçu l'ordre d'aider à repousser la flotte d'invasion japonaise avec son seul bombardier utilisable, et pour avoir gardé son aérodrome endommagé ouvert, Lerew envoya un signal au quartier général avec l'ancienne phrase latine réputée être utilisée par les gladiateurs honorant leur Empereur: "Morituri vos salutamus" ("Nous qui sommes sur le point de mourir vous saluent"). Il a également défié l'ordre d'abandonner son personnel et a organisé leur évasion de Rabaul.
En février 1942, Lerew mena un raid de bombardement à basse altitude sur les navires ennemis en Nouvelle-Guinée qui mit le feu à deux navires. Il a été abattu mais a réussi à échapper à la capture et est retourné en lieu sûr neuf jours après avoir été porté disparu. Décoré de la Distinguished Flying Cross, il a ensuite commandé la première direction de la sécurité des vols de la RAAF. Après avoir quitté la RAAF en 1946 en tant que capitaine de groupe, Lerew a accepté un poste au sein de l'OACI nouvellement formée au Canada. Il a été responsable de plusieurs de ses réformes administratives et techniques, et est devenu chef de la Direction des vols en 1969. Après avoir pris sa retraite de l'OACI en 1972, il a beaucoup voyagé avant de s'installer à Vancouver, où il est décédé en 1996 à l'âge de quatre-vingt-trois ans.

## Jeunesse
Né à Hamilton, Victoria, Lerew était le fils de William Margrave Lerew, chimiste et vétérinaire qui avait émigré d'Angleterre avec ses deux frères. La famille était d'origine française, Huguenot, le nom d'origine étant Le Roux. John Lerew a fait ses études au Scotch College de Melbourne, où il a été membre des cadets. Il étudia à temps partiel un baccalauréat en génie civil à l'Université de Melbourne, tout en servant pendant environ deux ans dans l'Australian Military Forces avec diverses unités, dont le 39e Bataillon, 3e Division Artillery Survey Unit, et le Melbourne University Regiment. Il a également développé une passion pour les voitures rapides, se joignant à une équipe de course et se classant troisième au Grand Prix d'Australie en 1930.
Le 19 novembre 1932, Lerew s'enrôle comme cadet de l'air dans la réserve active de la RAAF, connue sous le nom de Citizen Air Force (CAF). Il s'était rendu à la caserne Victoria sur un coup de tête et avait demandé à voir le responsable du recrutement de la force aérienne. Il a été présenté au bureau du chef d'escadron Raymond Brownell, également un ancien élève du Scotch College, qui l'a admis. Lerew a suivi des cours de pilotage sur le cours "B" de 1933 donné par le 1er Escadron à la RAAF Station Laverton, il a été nommé officier pilote le 1er avril. Le 20 mai 1935, après avoir obtenu son diplôme universitaire, il passa de la CAF à la force aérienne permanente et fut promu officier de vol le 1er juillet. Affecté au dépôt d'aéronefs no 1, il a été élevé au grade de lieutenant de vol probatoire en 1936. Il fut nommé l'année suivante officier d'état-major de la direction des travaux et des bâtiments au quartier général de la RAAF, à Melbourne, responsable de la sélection et de l'amélioration des terrains d'aviation.